# Mesochorus necatorius
Mesochorus necatorius là một loài tò vò trong họ Ichneumonidae.